# Croton scarciesii
Croton scarciesii är en törelväxtart som beskrevs av Scott-elliot. Croton scarciesii ingår i släktet Croton och familjen törelväxter. Inga underarter finns listade i Catalogue of Life.